# Joseph-Balsora Turgeon
Pour les articles homonymes, voir Turgeon.
Joseph-Balsora Turgeon, (né, selon les sources,soit le 22 avril 1816 à L'Assomption, soit à Terrebonne en 1810 dans le Bas-Canada) et mort le 17 juillet 1897, pédagogue et premier maire canadien-français de la ville d'Ottawa appelé alors Bytown. 
Joseph-Balsora Turgeon s'installe à Bytown en 1836. Il devient commissaire scolaire et fonde l'Institut canadien-français d'Ottawa.
Joseph-Balsora Turgeon est élu membre du conseil municipal de la ville de Bytown de 1848 à 1852. En 1853, il est désigné maire de la ville et devient le premier maire franco-ontarien de la cité. Il propose alors l'instauration d'un système scolaire avec écoles séparées selon l'origine linguistique et religieuse. Il soutint toute initiative pour obtenir davantage d'enseignants francophones. Il contribua à l’établissement des écoles séparées catholiques à Ottawa.
Joseph-Balsora Turgeon suggère le nouveau nom d'Ottawa pour remplacer celui de la ville de Bytown.

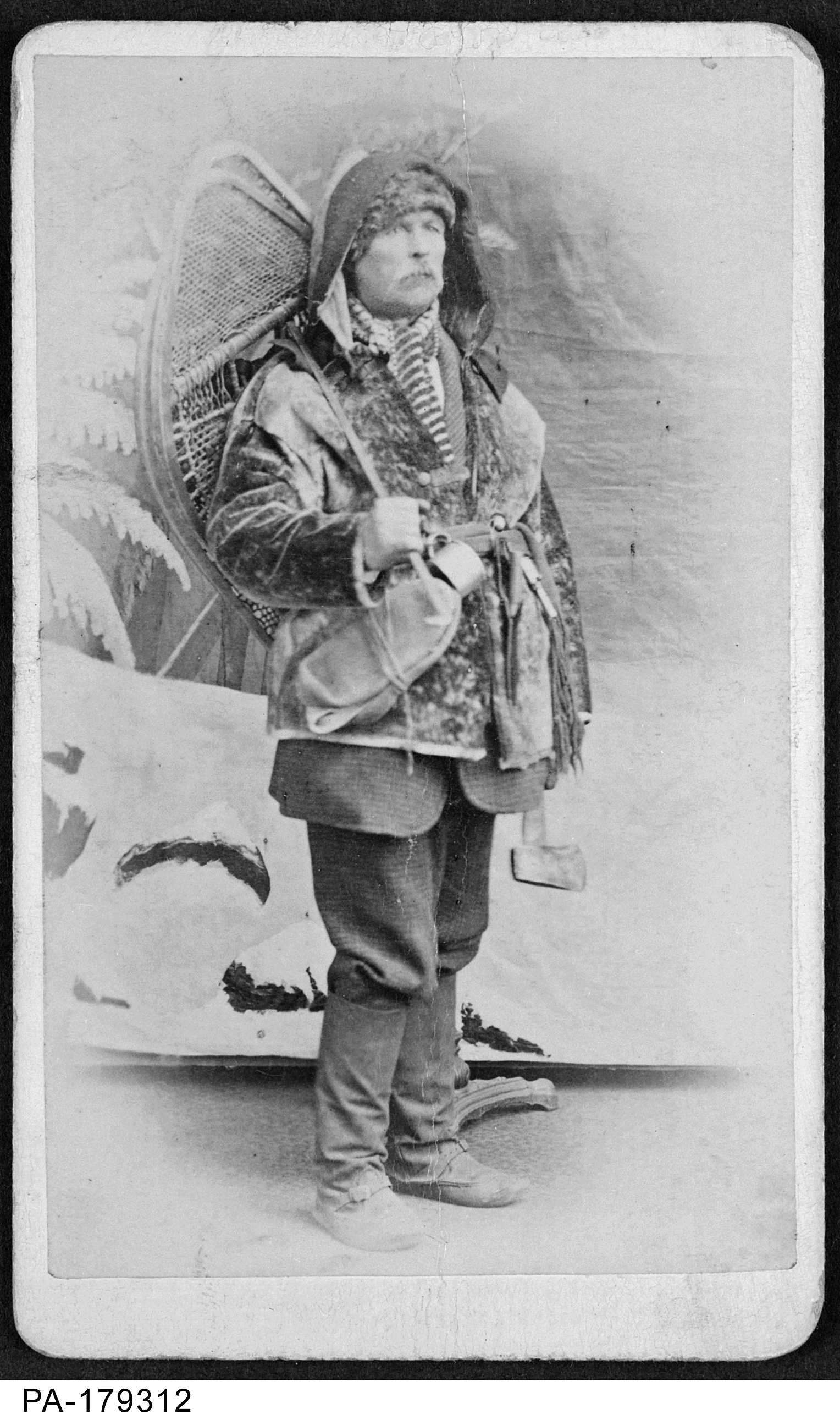
Joseph Balsora Turgeon, maire de Bytown en costume de chasse. Reference: [1981-116 NPC] PA-178312 Bibliothèque et Archives Canada

En 1897, il meurt à Hull.